# دوروثي كيلغالين
كانت دوروثي ماي كيلغالين (3 يوليو 1913 - 8 نوفمبر 1965) صحفية أمريكية وعضو لجنة برنامج مسابقات تلفزيوني. بعد أن أمضت فصلين دراسيين في كلية نيو روشيل، بدأت حياتها المهنية قبل فترة وجيزة من عيد ميلادها الثامن عشر كمراسلة لصحيفة نيويورك إيفيننغ جورنال التابعة لشركة هيرست. في عام 1938، بدأت عمودها الصحفي «صوت برودواي»، والذي نُشر في النهاية في أكثر من 140 صحيفة. وأصبحت في عام 1950 عضوًا دائمًا في لجنة إدارة برنامج واتس ماي لاين، وبقيت بهذا المنصب حتى وفاتها.
كانت أعمدة كيلغالين في الغالب عن أخبار الأعمال والإشاعات، لكنها خاضت في مواضيع أخرى، مثل السياسة والجريمة المنظمة. فكتبت مقالات على الصفحة الأولى في محاكمة سام شيبارد وبعد ذلك اغتيال جون ف. كيندي.

## نشأتها ومسيرة أعمالها
وُلدت كيلغالين في شيكاغو للمراسل الصحفي جيمس لورانس كيلغالين (1888–1982) وزوجته ماي أهيرن (1888–1985). كانت من أصل أيرلندي، وكانت كاثوليكية. كان لدى دوروثي أخت تُدعى إليانور (1919-2014) تصغرها بست سنوات. انتقلت الأسرة إلى مناطق مختلفة من الولايات المتحدة حتى عام 1920، عندما عينت خدمة الأنباء الدولية جيمس كيلغالين كمراسل متجول مقيم في مدينة نيويورك. استقرت العائلة في بروكلين، بنيويورك. كانت دوروثي كيلغالين طالبة في مدرسة إيراسموس هول الثانوية. وبعد إكمالها فصلين دراسيين في كلية نيو روشيل، تركت الدراسة لتعمل كمراسلة لنيويورك إيفيننغ جورنال. كانت الصحيفة تملكها وتشغلها شركة هيرست، التي تمتلك أيضًا خدمة الأخبار الدولية، التي يعمل والدها لديها.
في عام 1936، تنافست كيلغالن مع مراسلين صحفيين آخرين من نيويورك في سباق حول العالم باستخدام وسائل النقل العامة فقط. كانت المرأة الوحيدة التي شاركت في المسابقة وفازت بالمركز الثاني. وصفت الحدث في كتابها فتاة حول العالم، الذي اقتُبست منه قصة فيلم فلاي- أواي بابي غيرل من بطولة غليندا فاريل التي أدت دور شخصية مستوحاة بشكل ما من كيلغالين.
في نوفمبر 1938، بدأت كيلغالين كتابة عمود يومي «صوت برودواي» لصحيفة نيويورك جورنال- أمريكان التابعة لشركة هيرست، التي أنشأتها بدمج الجريدة المسائية مع الجريدة الأمريكية. كان العمود الذي ظلت تكتب فيه حتى وفاتها عن أخبار الأعمال والإشاعات غالبًا، لكنه خاض أيضًا في مواضيع أخرى، مثل السياسة والجريمة المنظمة. نشرت كينغ فيتشرز سينديكايت العمود في النهاية على 146 صحيفة. حفز نجاحه كيلغالين على حمل والديها وإليانور على الانتقال من بروكلين إلى مانهاتن، حيث استمرت في العيش معهم حتى تزوجت.
في 6 أبريل 1940، تزوجت كيلغالين من الممثل الكوميدي الموسيقي والمغني ريتشارد كولمار الذي لعب دور البطولة في عرض برودواي كنكربوكر هوليداي وكان يمثل في وقت زفافهما في فريق برودواي في مسرحية تو ماني غيرلز. أنجبا ثلاثة أبناء، جيل (وُلدت في 1941) وريتشارد «ديك» (وُلد في 1943) وكيري كولمار (وُلدت في 1954)، وظلا متزوجين حتى وفاة كيلغالين.
في بداية زواجهما، انطلق كل من كيلغالين وكولمار في مسيرتهما في راديو الشبكة. أدارت كيلغالين برنامجها الإذاعي صوت برودواي، الذي كانت تبثه شبكة سي بي إس خلال الحرب العالمية الثانية، وعمل كولمار لفترة طويلة في العمل الدرامي الإجرامي الذي نظمته الدولة فلعب فيه دور بوسطن بلاكي.
ابتداءً من أبريل 1945، أقامت كيلغالين وكولمار برنامجًا إذاعيًا على شبكة دبليو أو آر- إيه إم، الإفطار مع دوروثي وديك، من شقتهما المكونة من 16 غرفة في 640 بارك أفينيه. واستمر العرض عندما اشتريا منزلًا جديدًا في جورجيا يقع في 45 شرق الشارع 68 في عام 1952. يمزج البرنامج الإذاعي الترفيه مع قضايا خطيرة مثلما كان عمود صحيفة كيلغالين. واصل كيلغالين وكولمار إذاعة العرض من منزلهما حتى عام 1963، بعد فترة طويلة من إنهاء البرامج الإذاعية الأخرى التي عمل فيها كل منهما دون الآخر.

## واتس ماي لاين؟
أصبحت كيلغالين عضو لجنة تحكيم في برنامج المسابقات التلفزيوني الأمريكي واتس ماي لاين؟ خلال العرض الأول، الذي بُثَّ مباشرة في 2 فبراير 1950. كان المسلسل يُبث من مدينة نيويورك على شبكة سي بي إس التلفزيونية حتى عام 1967. واستمرت في البرنامج لمدة 15 عامًا (حتى وفاتها).
ابتداءً من عام 1959، لم يكن المسلسل يُذاع دائمًا على الهواء مباشرة. استخدمت شركة غودسون تودمان برودكشنز شرائط الفيديو، الذي كان اختراعًا حديثًا. وفي عام 1961، تمكن المنتجون من تخزين ما يكفي من حلقات على شرائط الفيديو حتى تتمكن كيلغالين وأرلين فرانسيس وبينيت سيرف وجون تشارلز دالي من أخذ إجازتهم الصيفية الطويلة الأولى. في عام 1965، عادوا من إجازة صيفية طويلة أخرى لإجراء البث التلفزيوني المباشر في 12 سبتمبر. تبع ذلك ثماني ليالٍ متتالية من أيام الأحد عندما كانت كيلغالين تخرج على الهواء مباشرة، وكانت آخر هذه الليالي يوم 7 نوفمبر، قبل وفاتها بقليل.

## خلافات

### العداء مع فرانك سيناترا
على الرغم من أن كيلغالين وفرانك سيناترا كانا صديقين جيدين إلى حد ما لعدة سنوات وصُوِّرا أثناء أدائهما التمرين في استوديو إذاعي لبث عام 1948، إلا أنهما اختلفا بعد أن كتبت كيلغالين قصة متعددة الأجزاء على الصفحة الأولى في عام 1956 بعنوان «قصة فرانك سيناترا». بالإضافة إلى نيويورك جورنال أميريكان، نشرت الصحف المملوكة لشركة هيرست في جميع أنحاء الولايات المتحدة القصة. بعد ذلك صار سيناترا يدلي بتعليقات مهينة حول مظهر كيلغالين الجسدي لجمهوره في النوادي الليلية في نيويورك ولاس فيغاس، على الرغم من أنه لم يذكر اسمها بنفس القدر على شاشة التلفزيون أو خلال المقابلات للمجلات والصحف.

### محاكمة قتل سام شيبارد
غطت كيلغالين محاكمة قتل سام شيبارد عام 1954، وهو طبيب أُدين بقتل زوجته في منزلهما في ضاحية كليفلاند في قرية باي.
نشرت صحيفة نيويورك جورنال الأمريكية الخبر بعنوان على الصفحة الرئيسية في اللافتة بأن كيلغالين «فوجئت» بحكم الإدانة بسبب ما أطلقت عليه عيوبًا خطيرة في قضية الادعاء. في وقت صدور حكم إدانة هيئة المحلفين في كليفلاند في ديسمبر 1954، كان انتقاد كيلغالين الحاد له مثيرًا للجدل وأسقطت صحيفة كليفلاند عمودها نتيجةً لذلك. لم تكشف مقالاتها وأعمدتها في عام 1954 عن كل ما شاهدته في محكمة الادعاءات المشتركة بمقاطعة كوياهوغا. بعد تسع سنوات من صدور الحكم وتنفيذ العقوبة، وبعد وفاة القاضي، زعمت في مناسبة عُقدت في نادي أوفرسيز بريس في نيويورك، أن القاضي أخبرها قبل بدء اختيار هيئة المحلفين أن شيبارد «مذنب والدم على يديه». كان ممن حضروا مناسبة نادي أوفرسيز بريس المحامي ف. لي بيلي، الذي كان يعمل على التماس المثول أمام المحكمة من أجل موكله شيبارد، واستمع إلى ما قالته كيلغالين للناس، ثم طلب منها بشكل خاص أن تساعده. «بعد بضعة أيام» كما كتب بيلي في مذكراته الدفاع لا يعرف الراحة أبدًا، «حصلنا على إفادة من دوروثي أُدخلت في الالتماس المقدم إلى» كارل أندرو وينمان، قاضي محكمة الولايات المتحدة لجنوب مقاطعة أوهيو. وأدرج بيلي أيضًا في التماس المثول أمام المحكمة أقوالًا من إدوارد موراي، الذي كان قد عمل في عام 1954 ككاتب محكمة في محكمة مقاطعة كوياهوغا للادعاءات العامة. على غرار أقوال كيلغالين، أشار تصريح موراي إلى أن إدوارد جيه بليثين، القاضي الأصلي في قضية شيبارد، كان قد أعلن أن شيبارد مذنب حتى قبل أن تتهمه هيئة المحلفين الكبرى في 17 أغسطس 1954.

## روابط خارجية
- دوروثي كيلغالين على موقع IMDb (الإنجليزية)
- دوروثي كيلغالين على موقع أول موفي (الإنجليزية)
- دوروثي كيلغالين على موقع قاعدة بيانات برودواي على الإنترنت (الإنجليزية)
- دوروثي كيلغالين على موقع إن إن دي بي (الإنجليزية)
- دوروثي كيلغالين على موقع قاعدة بيانات الفيلم (الإنجليزية)